# Борьба на Играх стран СНГ 2023
Соревнования по борьбе на Играх Олимпийских стран СНГ 2023 прошли 5 августа, 9 августа и 13 августа 2023 года.

## Медальный зачёт
*   Принимающая страна (Беларусь)
| Место           | Страна          | Золото | Серебро | Бронза | Всего |
| --------------- | --------------- | ------ | ------- | ------ | ----- |
| 1               | Россия          | 19     | 4       | 2      | 25    |
| 2               | Беларусь*       | 6      | 7       | 8      | 21    |
| 3               | Азербайджан     | 2      | 8       | 7      | 17    |
| 4               | Узбекистан      | 1      | 3       | 8      | 12    |
| 5               | Кыргызстан      | 1      | 2       | 8      | 11    |
| 6               | Армения         | 1      | 0       | 3      | 4     |
| 7               | Казахстан       | 0      | 3       | 3      | 6     |
| 8               | Вьетнам         | 0      | 3       | 0      | 3     |
| 9               | Таджикистан     | 0      | 0       | 3      | 3     |
| 10              | Туркменистан    | 0      | 0       | 1      | 1     |
| Всего стран: 10 | Всего стран: 10 | 30     | 30      | 43     | 103   |

### Греко-римская борьба
| Категория | Золото                         | Серебро                          | Бронза                                                            |
| --------- | ------------------------------ | -------------------------------- | ----------------------------------------------------------------- |
| До 55 кг  | Владимир Забейворота · Россия  | Унат Мутарбек · Кыргызстан       | Турал Мехтиев · Азербайджан Алимардон Абдуллаев · Узбекистан      |
| До 60 кг  | Анвар Аллахьяров · Россия      | Мухаммад Шукурзаде · Азербайджан | Нурмухаммед Абдуллаев · Кыргызстан Асланджон Азизов · Таджикистан |
| До 63 кг  | Рахман Тавмурзаев · Россия     | Зия Бабашов · Азербайджан        | Баяман Каримов · Кыргызстан                                       |
| До 67 кг  | Саак Оганнисян · Армения       | Муслим Имадаев · Россия          | Хасан Мамедли · Азербайджан Аманат Самат · Кыргызстан             |
| До 72 кг  | Дмитрий Адамов · Россия        | Жамол Жумабаев · Узбекистан      | Адилхан Нурланбеков · Кыргызстан                                  |
| До 77 кг  | Евгений Байдусов · Россия      | Хасай Гасанлы · Азербайджан      | Ырыскелди Максатбек · Кыргызстан                                  |
| До 82 кг  | Ауэс Гонибов · Россия          | Илья Битеев · Беларусь           | Самвел Григорян · Армения Эльджан Мамедов · Азербайджан           |
| До 87 кг  | Магомед Муртазалиев · Россия   | Мурод Алимжанов · Узбекистан     | Илья Мелещик · Беларусь Мухаммад Ахмадиев · Азербайджан           |
| До 97 кг  | Абубакар Хаслаханов · Беларусь | Мурад Ахмадиев · Азербайджан     | Артур Арзуманян · Россия                                          |
| До 130 кг | Марат Кампаров · Россия        | Сархан Мамедов · Азербайджан     | Павел Глинчук · Беларусь Темурбек Насимов · Узбекистан            |

### Вольная борьба
| Категория | Золото                         | Серебро                          | Бронза                                                         |
| --------- | ------------------------------ | -------------------------------- | -------------------------------------------------------------- |
| До 57 кг  | Начын Монгуш · Россия          | Ерасыл Мухтарулы · Казахстан     | Дмитрий Шамело · Беларусь Мухаммад Расул Салиев · Кыргызстан   |
| До 61 кг  | Александр Сабанов · Россия     | Айхан Абдулазаде · Азербайджан   | Абдымалик Карачов · КыргызстанНорик Арутюнян · Армения         |
| До 65 кг  | Ибрагим Ибрагимов · Россия     | Ислам Гусейнов · Беларусь        | Жавахир Чулибоев · УзбекистанРашид Бабазаде · Азербайджан      |
| До 70 кг  | Иналбек Шериев · Россия        | Мурад Евлоев · Азербайджан       | Даниил Амельянчик · БеларусьМустафо Ахмедов · Таджикистан      |
| До 74 кг  | Джабраил Гаджиев · Азербайджан | Имам Ганишов · Россия            | Никита Дмитриев · Беларусь Жафар Чулибоев · Узбекистан         |
| До 79 кг  | Магомед Магомаев · Россия      | Арсен Уримжан · Казахстан        | Музаммаджон Икромов · Таджикистан Далер Чулибаев · Узбекистан  |
| До 86 кг  | Арсений Джиоев · Азербайджан   | Максат Сатыбалды · Казахстан     | Азет Карапетян · Армения Илья Хамцов · Беларусь                |
| До 92 кг  | Шерзод Поёнов · Узбекистан     | Абдулжалил Шабанов · Азербайджан | Ярослав Иодковский · Беларусь                                  |
| До 97 кг  | Сергей Козырев · Россия        | Владислав Козлов · Беларусь      | Сергей Саргсян · Армения Ажинияз Сапарниязов · Узбекистан      |
| До 125 кг | Ален Хубулов · Россия          | Алексей Пархоменко · Беларусь    | Зыямухаммет Сапаров · Туркменистан Омархан Надиров · Казахстан |

### Женская борьба
| Категория | Золото                          | Серебро                       | Бронза                          |
| --------- | ------------------------------- | ----------------------------- | ------------------------------- |
| До 50 кг  | Мария Тюмерекова · Россия       | Наталья Варакина · Беларусь   | Ясеман Мажидли · Азербайджан    |
| До 53 кг  | Екатерина Вербина · Россия      | Жасмина Иммаева · Узбекистан  | Виктория Волк · Беларусь        |
| До 55 кг  | Арина Мартынова · Беларусь      | Зи Маи Транг Нгуен · Вьетнам  | Венера Нафикова · Россия        |
| До 57 кг  | Алеся Гетманова · Беларусь      | Мария Бузарова · Россия       | Гулдана Бекеш · Казахстан       |
| До 59 кг  | Анастасия Сидельникова · Россия | Надежда Буланая · Беларусь    | Бербет Нуридин · Кыргызстан     |
| До 62 кг  | Кристина Сазыкина · Беларусь    | Анн Тует Тран · Вьетнам       | Нигина Сабирова · Узбекистан    |
| До 65 кг  | Ксения Тереня · Беларусь        | Дильназ Сазанова · Кыргызстан | Биргуль Солтанова · Азербайджан |
| До 68 кг  | Вусала Парфианович · Россия     | Диеу Тхуонг Лан · Вьетнам     | Фируза Эсенбаева · Узбекистан   |
| До 72 кг  | Нурзат Нуртаева · Кыргызстан    | Виктория Радькова · Беларусь  | Зи Линх Данг · Вьетнам          |
| До 76     | Анна Маслакова · Беларусь       | Лилиана Рожина · Россия       | Анастасия Панасович · Казахстан |